# Estação Dundas (TTC)
Dundas é uma estação do metrô de Toronto, localizada na linha Yonge-University-Spadina. Localiza-se na intersecção da Yonge Street com a Dundas Street. Este cruzamento é um dos pontos comerciais e turísticos mais movimentados da cidade, o que torna a estação um dos mais movimentados do metrô de Toronto. Pontos de interesses próximos incluem o Toronto Eaton Centre, a Dundas Square e a Universidade Ryerson. O nome da estação provém da Dundas Street, a principal rua leste-oeste servida pela estação.
Dundas não possui um terminal de ônibus/bonde integrado, e passageiros das duas linhas de superfície do Toronto Transit Commission que conectam-se com a estação (a vasta maioria passageiros da linha de bonde 505 Dundas) precisam de um transfer para poderem transferirem-se da linha de superfície para o metrô e vice-versa. Dundas é a única estação do metrô de Toronto cujas plataformas de espera dos trens, que são laterais, não estão conectadas internamente diretamente entre si - cada plataforma possui um caixa, e passageiros entrando em uma plataforma não podem locomoverem-se à outra sem saírem pelo caixa. Até a construção do Eaton Centre, cada plataforma possuía entradas separadas.
Com a inauguração do Eaton Centre, um túnel foi construído sob as plataformas, mas com entradas localizadas fora dos caixas. Passageiros que entram na plataforma errada podem utilizar um transfer para locomoverem-se para a plataforma correta, ou pegar um trem em direção à próxima estação (College ou Queen), e daí pegarem o trem correto.